# Anchomanes nigritianus
Anchomanes nigritianus là một loài thực vật có hoa trong họ Ráy (Araceae). Loài này được Rendle mô tả khoa học đầu tiên năm 1913.